# AIZ – Das Immobilienmagazin
Die AIZ – Das Immobilienmagazin zählt mit einer Druckauflage von 10.000 Exemplaren zu den größten deutschen Fachzeitschriften für die Immobilienwirtschaft. Sie erscheint zehnmal jährlich und wird seit Juni 2017 über ein digitales Angebot (AIZ App) ergänzt. Redaktionssitz ist Berlin, Herausgeber ist die IVD Service GmbH.

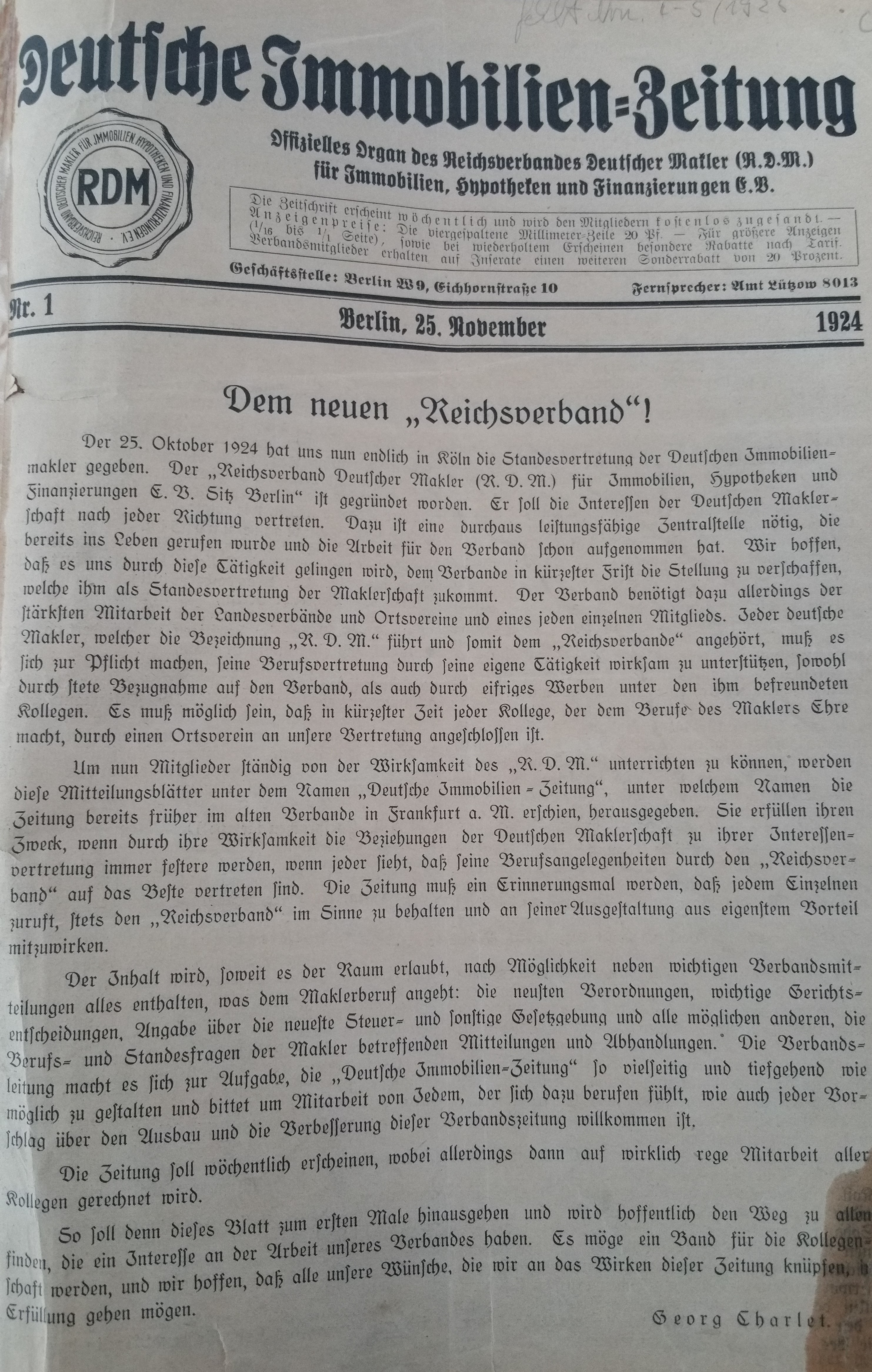
Titelblatt der „Deutschen Immobilien-Zeitung“

## Geschichte
Am 24. November 1924 erschien die Erstausgabe der Deutschen Immobilien-Zeitung (später: Allgemeine Immobilien-Zeitung) als „Zeitschrift des Reichsverbandes Deutscher Makler“ (später: Ring Deutscher Makler, RDM). Die Zeitung wurde zunächst nur an die Mitglieder des Maklerverbands ausgeliefert
In den 1960er-Jahren erschien auch erstmals „Der Grundbesitz – Sein Makler und Verwalter“ des Verbandes Deutscher Makler (VDM).
Im September 2004 verschmolzen RDM und VDM zum Immobilienverband Deutschland IVD Bundesverband e.V. Aus der „Allgemeinen Immobilien-Zeitung“ und dem „Grundbesitz“ wurde „AIZ – Das Immobilienmagazin“. Die Zeitschrift wandelte sich vom Verbandsorgan zum Fachmagazin. Mitglieder erhalten das Magazin kostenfrei.